# 马赫诺运动
马赫诺运动（羅馬化：Makhnovshchyna）是1918年至1921年俄国内战期間，在烏克蘭境內由無政府主義者內斯托爾·馬赫諾领导的尝试建立無國家社會的无政府主义运动。曾得到黑軍和红军的保護。该运动控制區內大約有700萬人生活。
该运动控制區曾一度被白軍佔領，在1920年黑軍和紅軍聯合逐出了白軍。由於帶有無政府主義性質，该运动控制區能否算是政權仍有爭議:34。
苏俄起初与马赫诺结盟，曾考虑让马赫诺控制区进行自由意志社会主义的实验。但是，苏俄逐渐视马赫诺控制区为威胁:236，并将其宣传为军阀地区，最後蘇方對控制區展开进攻:238。马赫诺派最终于1921年8月被击败。主要的马赫诺夫主义者要么被流放，要么被红军击败或俘虏并杀害。

## 概念和名称
“Makhnovshchina”（乌克兰语：Махновуина，罗马化：Makhnovschchyna）一词可以粗略地翻译为“马赫诺运动”，:3指的是支持无政府主义者内斯托尔·马赫诺及其乌克兰革命起义军（RIAU）的社会革命者的群众运动。:332-333
由RIAU控制的地区也被称为“马赫诺维亚”:2（乌克兰语：Махновия；俄语：Мохневий），这一术语主要用于苏联史学。:2这个“马赫诺派领土”或“马赫诺派地区”:344也被称为“解放地区”:154、“解放区域“:104、“解放区”:123或“自治区域”。:66
1919年6月，布尔什维克开始将马赫诺派领土称为“独立的胡里亚伊波尔无政府主义共和国”，呼吁废除马赫诺派。:115根据布尔什维克的消息来源，当月的计划第四次地区大会旨在维护该地区的独立，并建立“普里亚佐夫-顿涅茨共和国”:38或“马赫诺维亚自由意志共和国”。:344

## 历史

### 背景
后来成为马赫诺派领土以扎波罗热地区为中心，在被俄罗斯帝国征服之前，该地区曾有哥萨克人居住。:147-148:8-16帝国重新命名为叶卡捷琳诺斯拉夫省，土地主要用于农业，导致了有地贵族和被称为富农的中产阶级的崛起，其中许多人是黑海德意志人。该地区的贫农试图抵制彼得·斯托雷平的土地改革，该改革有可能打破他们的传统村社，但到20世纪，该地区已完全融入粮食市场，每年出口近一半的小麦。:148

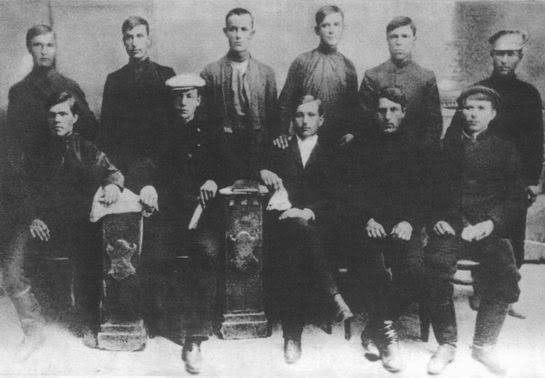
成立于胡利亚伊波莱的贫农联盟，内斯托尔·马赫诺（坐于左下）也是其成员

随着土地价格的上涨，以防止贫农购买土地，他们开始积极反对波美什奇克人和富农集中土地所有权。:148-149在当地政府的支持下，农民决心建立自己的农业合作社，并开始在市场社会主义制度下进行粮食交易。这最终导致了卡特雷诺斯拉夫工业化农业的发展，这里生产了俄罗斯帝国近四分之一的农业机械，并将该地区的定居点发展成为小型工业中心。工业的发展首次将农民和无产阶级聚集在一起，在工业危机期间，农民经常搬到工业中心成为工薪阶层，然后回到他们的村庄。:149这也导致该地区的种族变得相当多样化，乌克兰人、俄罗斯人、德国人、犹太人和希腊人在一起定居。该地区的共同语言很快变成了俄语，最终，该地区的大部分乌克兰人不再说乌克兰语。:149-150
部分由于该地区农民的多样性，与生活在右岸乌克兰的犹太社区相比，当地犹太人口面临的反犹主义相对较少。:169:150正是年轻的犹太人最终形成了新生的乌克兰无政府主义运动的核心，:17-18该运动在1905年乌克兰革命期间成为了一支领导力量。:42-43胡利亚伊波莱发生了罢工行动和一系列抢劫案，由一群被称为贫农联盟的年轻无政府共产主义者实施。:209:150-151该组织最终被破获，其主要成员被捕，其中许多人被判处死刑或终身监禁。:209:151-152

### 革命（1917年2月-1918年2月）
二月革命后，米哈伊尔·格鲁舍夫斯基周围的乌克兰知识分子成立了乌克兰中央委员会，拉达最初寻求乌克兰语的新闻和教育自由，最终宣布乌克兰人民共和国自治。:10随着主要由社会民主主义者和社会主义革命者组成的乌克兰民族主义运动的出现，乌克兰无政府主义运动也开始经历复兴，这是由内斯托尔·马赫诺脱离在莫斯科的监禁返回所催化的。:152-153
在马赫诺的领导下，胡利亚伊波莱的无政府主义运动建立了一个农民联盟，从当地临时政府手中夺取了城镇的控制权，并成立了一个苏维埃来代替它，为无政府共产主义的实施奠定了基础。:153-154根据迈克尔·马雷特的说法，胡利亚伊波莱“以比其他地方更快的速度向左移动”，该镇成功组织了五一游行示威，甚至宣布支持彼得格勒的工人起义，而奥列克桑德里夫斯克苏维埃仍支持临时政府。:3-4新生的马赫诺运动从胡利亚伊波莱的波姆什奇克人和富农手中夺取土地，并将其重新分配给农民，旨在废除集中土地所有权。到1917年夏天，该地的农民已经停止支付租金，并将土地大部分置于土地信托的控制之下，这阻止了地主出售牲畜或农业设备。:154-155

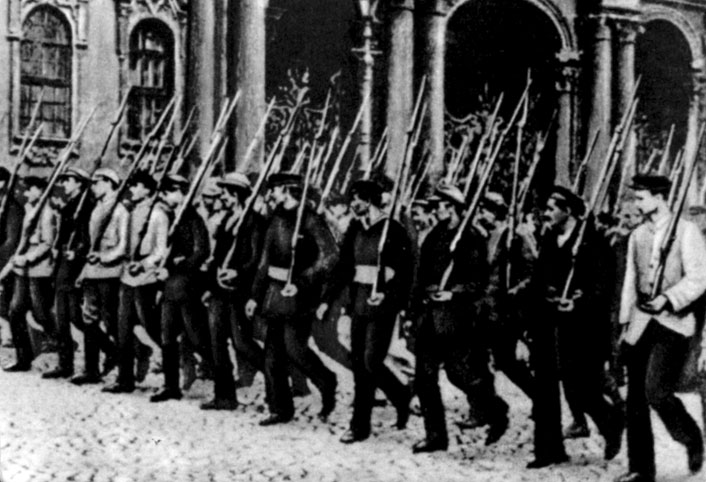
黑卫军的士兵列队前进

1917年8月，乌克兰中央拉达和俄罗斯临时政府就俄罗斯-乌克兰边界的位置达成协议，将卡特雷诺斯拉夫置于俄罗斯共和国境内，但该决定被该省的无政府主义者拒绝。:154俄罗斯农业部长维克托·切尔诺夫试图在该省实施全面的土地改革方案，但他的努力遭到了临时政府的阻挠。然而，科尔尼洛夫事件导致临时政府失去了对卡特雷诺斯拉夫的控制，马赫诺派成为该地区的主导力量。他们随后决定直接实施土地改革，而无需等待临时政府的同意。:15510月8日（旧历9月25日)，胡利亚伊波莱苏维埃代表大会宣布将没收贵族所有的土地，并将其归为共有制，导致许多地主逃离该地区。:5临时政府试图将该地区重新置于控制之下，遭到了玛丽亚·尼基福罗娃领导的武装无政府主义分遣队和同情该地区的产业工人的一系列罢工行动的抵制。:155-157
1917年11月7日，中央拉达宣布乌克兰自治，将卡特雷诺斯拉夫划归乌克兰境内。:157尽管中央拉达安全地控制了右岸地区，但其在左岸的新领土主张遭到了更多种族混合群体的漠视。:158-159到1917年12月，乌克兰东部已经受到苏维埃的影响，第一届全乌克兰苏维埃代表大会在哈尔科夫建立了乌克兰苏维埃人民共和国。:159由于无法调和分歧，人民共和国和新的苏维埃共和国的军队很快爆发了内战。:5-6
十月革命爆发前，马赫诺主义者已经在卡特雷诺斯拉夫建立了“苏维埃政权”，实施了工人控制和工人自治的举措。因此，当布尔什维克在“一切权力归于苏维埃”的口号下夺取政权时，乌克兰无政府主义者最初支持它，同时仍然批评政治和经济集权。:157由于马赫诺派希望将该地区置于苏维埃控制之下，所以他们宣布反对新的乌克兰民族国家，建立了武装分遣队，与乌克兰人民军和顿河哥萨克部队作战。:157-158萨维利伊·马赫诺（内斯托尔的哥哥）领导的一支无政府主义分队协助夺取了奥列克桑德里夫斯克，并在该市重建了苏维埃政权。到1918年1月，乌克兰南部已基本处于苏维埃共和国的控制之下，苏维埃共和国建立了革命委员会作为其地方权力机关。:7在胡利亚伊波莱，当地革命委员会包括乌克兰社会革命党和左翼社会革命党的成员，以及无政府主义者。:7-8
1918年2月8日，苏维埃共和国迅速占领领土，米哈伊尔·穆拉维约夫的赤卫队占领了乌克兰首都基辅。:159

### 独立战争（1918年2月-11月）

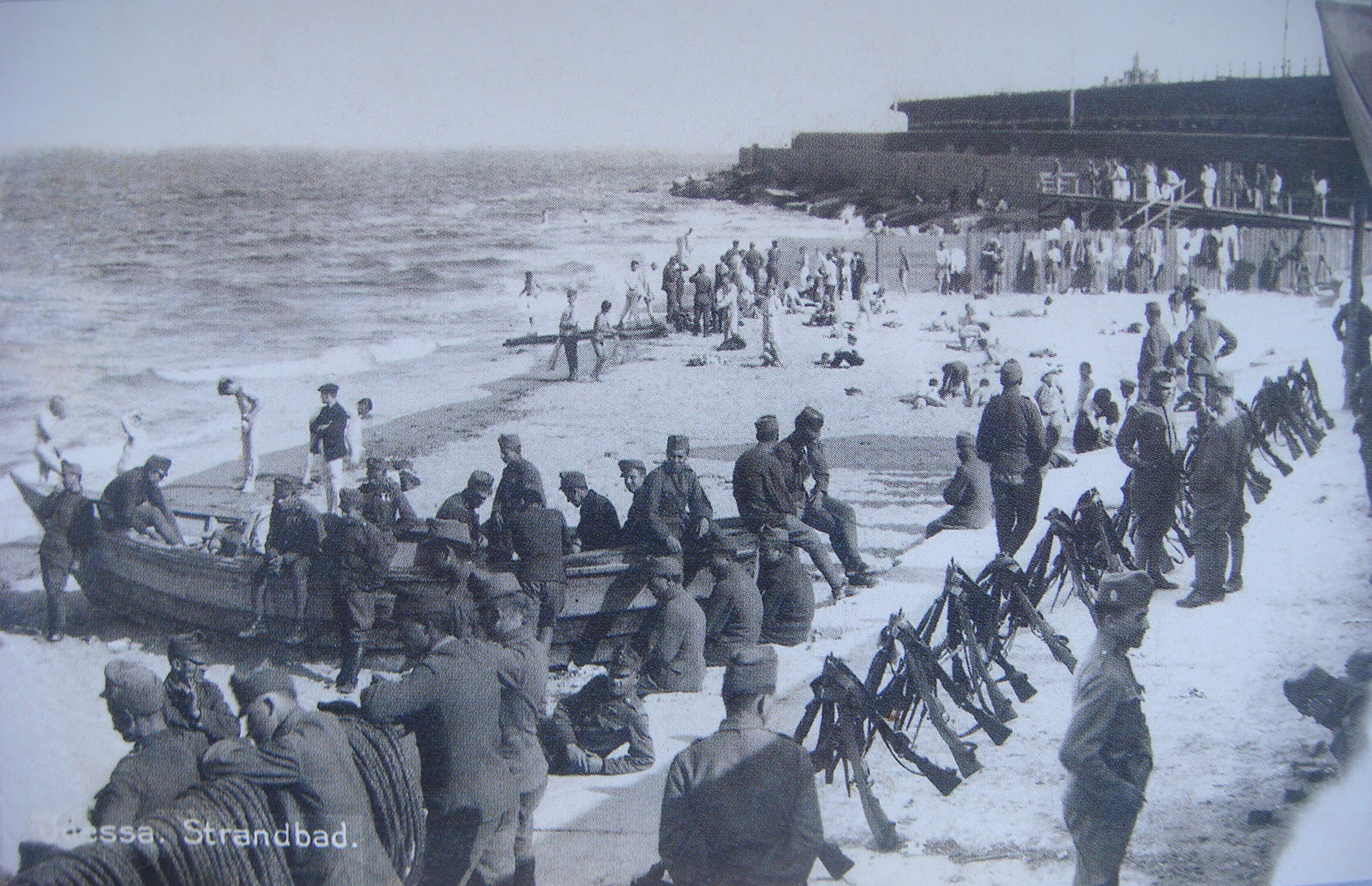
敖德萨附近的奥匈帝国陆军

基辅陷落仅一天后，乌克兰中央拉达与同盟国签署了和平条约，邀请德意志帝国军队入侵乌克兰，推翻苏维埃政权。:8赤卫队无法阻止帝国的推进，这迫使布尔什维克在一个月内与同盟国谈判自身的和平条约，即《布列斯特-立陶夫斯克条约》，将乌克兰的控制权交给德意志帝国和奥匈帝国。:160-161
当胡利亚伊波莱的乌克兰民族主义者开始威胁无政府主义者要进行报复时，当地的无政府工团主义者对他们发起了一场“革命恐怖”运动，暗杀了一名民族主义领导人，然后被内斯托尔·马赫诺强迫坐到谈判桌前。:161民族主义者随后开始策划政变，威胁要对当地犹太社区进行大屠杀，以使他们站在己方一边。:161-1624月15日至16日晚，乌克兰民族主义者发动政变，对无政府主义“自由营”发动突然袭击，解除他们的武装，然后逮捕了主要的无政府共产主义者。:162第二天，一场示威活动设法使被捕的无政府主义者获释，但无法组织对城镇的任何武装防御，城镇很快被奥匈帝国军队占领。:162-163月底前，乌克兰人民共和国被同盟国推翻，取而代之的是乌克兰国。在帕夫洛·斯科罗帕茨基的统治下，新政权开始将土地归还给贵族，并从农民手中征用粮食，这激起了民众的不满，引发了乌克兰独立战争。:163

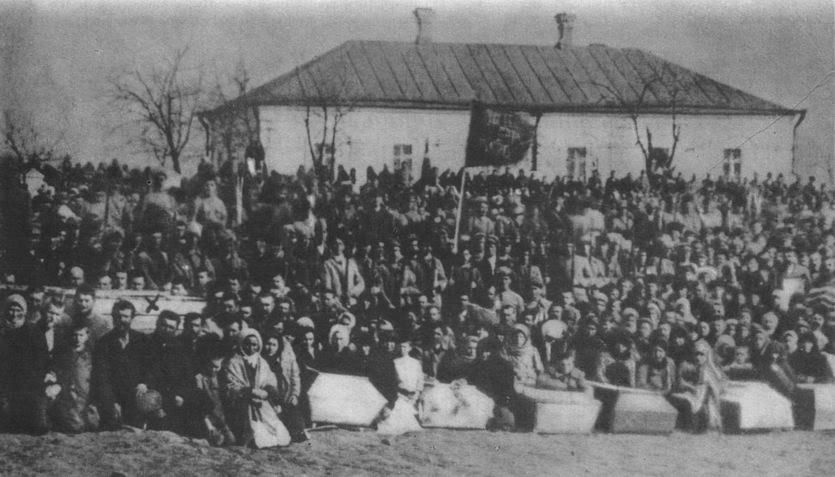
在与奥匈帝国军队作战中战死的起义者的安葬仪式

在塔甘罗格的一次会议上，无政府主义起义分子重新集结，并同意于1918年7月返回胡利亚伊波莱，以发动反对占领军的起义。:9当他们返回乌克兰时，国内势力已经在反抗乌克兰国，有数十万人参加了武装起义和铁路罢工，即使面临占领军的严厉报复。:13各种自封的欧塔曼（哥萨克首领）领导的农民集团不断袭击占领军，最终控制了农村地区；一些人叛逃加入督政府或布尔什维克，但大部分人追随社会主义革命家尼基福·赫利霍利夫或马赫诺的无政府主义旗帜。:488-89
9月30日，内斯托尔·马赫诺和费基尔·施乎斯率领的起义分遣队在迪布利夫卡（现大米哈伊利夫卡）会合，在战斗中击败占领军。:32-33:15-19当十一月革命终结第一次世界大战时，占领终于消退。在右岸乌克兰，乌克兰国被督政府推翻，乌克兰人民共和国得以重建，而普里亚佐维亚地区迅速落入马赫诺派的控制之下。:33-3411月27日，马赫诺派的首都胡利亚伊波莱被起义分子彻底夺回，他们重建了当地的苏维埃并重组了该镇的工会。:19不久，没有官方授权的领土向西扩展到卡捷琳诺斯拉夫（现第聂伯罗），向北扩展到巴甫洛赫拉德，向东扩展到尤齐夫卡（现顿涅茨克），向南扩展到亚速海。这就是马赫诺派持续扩张的领土。:20

### 自由苏维埃力量（1918年11月-1919年6月）

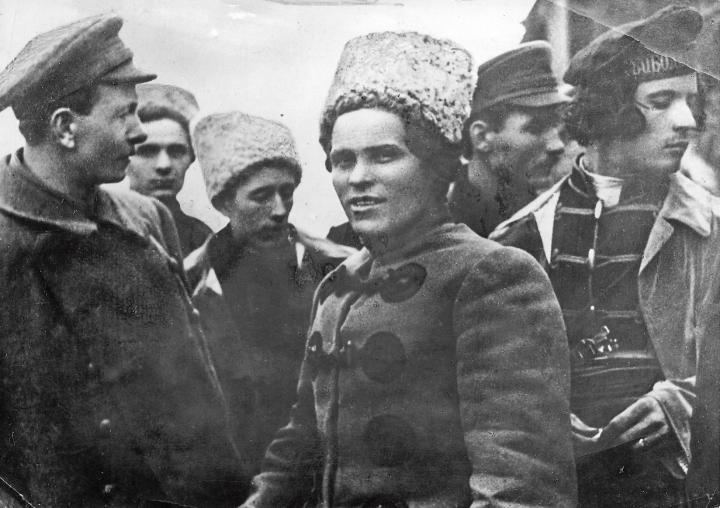
马赫诺和他的副官们，1919年

帝国占领的结束和乌克兰国的垮台使马赫诺运动将其重点从军事行动转向政治关注，将运动“从破坏性的农民起义转变为社会革命运动”。:164-165为了重新启动无政府共产主义社会的建设，马赫诺派召开了农民、工人和起义分子地区大会，该大会将成为马赫诺运动的最高权力机构。:40大会宣布其意图是建立“一个没有统治地主、没有从属奴隶、没有贫富的社会”，并呼吁工人和农民自己开始建立这个社会，“没有专制的法令和命令，要反抗世界各地的暴君和压迫者。”:165
在民主选举产生的军事革命委员会的指导下，马赫诺运动开始建立新的教育体系，重新分配土地，并建立了一些农业合作社。乌克兰苏维埃军队指挥官弗拉基米尔·安东诺夫-奥弗申科报告说，马赫诺派建立了许多学校、医院和“儿童公社”，将胡利亚伊波莱变成了“新俄罗斯最具文化的中心之一”:165-167。委员会还制定了成人教育计划，并将一些公民自由扩展到民众，包括言论、新闻和结社自由，甚至允许布尔什维克在当地民众中进行煽动。:167在这一时期，马赫诺运动的农民实行了一种共有制，在这种制度下，“土地不属于任何人，只有耕种者才能使用它。”最大的农民公社是以波兰共产主义者罗莎·卢森堡命名的，1919年5月，该公社有285名成员和125公顷土地。:86
在乌克兰苏维埃首都哈尔科夫，起义军指挥官维克多·比拉什会见了纳巴特（无政府主义联盟组织），并要求他们开始为马赫诺运动进行无政府主义宣传，确保众多俄罗斯无政府主义知识分子前往乌克兰，包括彼得·阿尔西诺夫和阿隆·巴隆。随着纳巴特将总部迁至胡利亚伊波莱，《通往自由之路》和《马赫诺派之声》等无政府主义报纸迅速开始在马赫诺派领土上传播，广泛宣传无政府主义思想。:86这些“城市无政府主义新人”的到来加速了马赫诺运动无政府共产主义性质的发展，其目的是按照“自由苏维埃”的路线彻底重建乌克兰社会。:168这些独立于所有政党的苏维埃开始由产业工人建立，其中一些甚至从马赫诺派那里获得资金，以弥补因战争条件而没有支付的工资损失。:168-169自由苏维埃制度的最终目标是最终召开一次“全乌克兰劳工大会”，由于乌克兰工人的自决权，该大会将成为独立乌克兰的新中央机关。:169

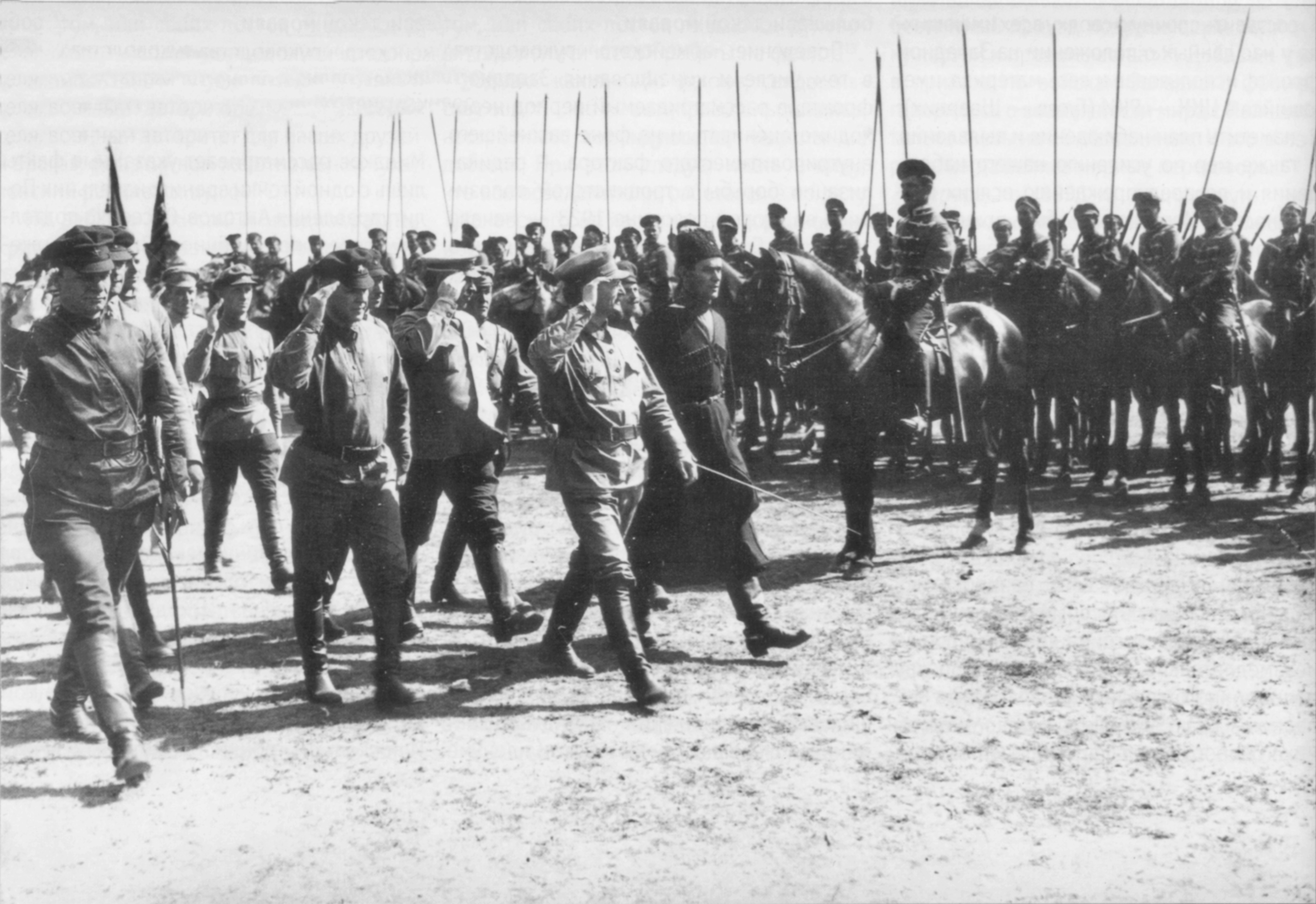
列夫·托洛茨基在哈尔科夫检阅红军部队

大约在此时，布尔什维克最终撕毁布列斯特-立陶夫斯克条约，命令红军入侵乌克兰，赫里斯季安·拉科夫斯基宣布在哈尔科夫建立乌克兰苏维埃社会主义共和国。:80由于马赫诺运动发现自己被乌克兰人民共和国和南俄罗斯国包围，马赫诺派决定与布尔什维克结盟，以维持该地区的“苏维埃政权”，尽管他们明确排除了政治联盟的可能性，并认为他们的协议完全是基于军事行动。:169-170马赫诺派在与红军整合之后占领了奥里希夫、波洛希、巴赫穆特、别尔江斯克和沃尔诺瓦哈，巩固并扩大了他们的领土。:170
然而，布尔什维克统治乌克兰后不久就开始镇压政策。由于布尔什维克倾向于无产阶级而非农民，4月13日，乌克兰苏维埃政府实施了余粮收集制，以供应其城市中心，射杀了任何反抗的农民，这导致了乌克兰农民起义的再次爆发。:173契卡也在布尔什维克占领的地区实施了红色恐怖，卡特雷诺斯拉夫的居民报告说，他们受到了任意的政治迫害，经济困难加剧。:84-85红军政权甚至开始对当地居民实施抢劫，并实施了一系列反犹主义大屠杀，这是红军、白军和民族主义者对乌克兰犹太人实施的暴力浪潮的一部分。:170-172与周边各州相比，马赫诺运动“代表了一个相对和平的模式”，因为马赫诺派的种族构成是多样化的，他们严厉惩罚反犹主义行为。:172
布尔什维克实行官僚集体主义和威权主义，这使他们与仍然坚持苏维埃民主和自由意志社会主义的马赫诺运动对立。1919年5月，当尼基福·赫里霍利夫在右岸乌克兰领导反布尔什维克起义时，两派之间的紧张关系加剧，在此期间，他的绿军进行了一系列反犹主义大屠杀和反共主义清洗。:174马赫诺派决定拿起武器反对赫里霍利夫，并保持与布尔什维克的联盟，希望两派之间的谈判能够正式将自治权扩大到马赫诺运动的领土。:176但两派之间的紧张关系只会随着时间的推移而加剧，最终导致马赫诺派完全脱离布尔什维克的指挥。:176-178

### 撤往西部（1919年6月-10月）
当军事革命委员会召开特别地区代表大会时，布尔什维克政府认为这是一种叛国行为，下令禁止召开代表大会，并下令用行刑队处决任何与会者。:60布尔什维克随后袭击了马赫诺运动地区，杀死了一些马赫诺派将领，迫使起义分子逃离，这在该地区开始了一段游击战。:179到1919年6月，马赫诺运动的自治权已被连续的红色恐怖和白色恐怖镇压。:61
正是在这个时候，俄国白军突破了顿巴斯的苏联防线，安德烈·格里戈里耶维奇·什库罗领导的库班哥萨克人领导了对胡利亚伊波莱的进攻，从马赫诺派手中夺取了该镇。:117-118由于红军也向马赫诺运动宣战，将胡利亚伊波莱称为“懦夫和一无是处之人的人间天堂”，当地起义者失去了布尔什维克的支持，许多农民被迫自己保卫这座城镇，只携带农具和几支步枪。:119-120哥萨克屠杀了农民起义军，强奸了该镇800名妇女，然后恢复了前地主的财产权，导致该镇农民大规模流亡。:124
马赫诺派者逃往右岸乌克兰，并与尼基福·赫里霍利夫的绿军结盟。:179但在绿军首领实施反犹主义大屠杀的消息被揭露后，马赫诺派暗杀了赫里霍利夫，并开始重建他们的部队以对抗白军。:180-181到1919年9月，马赫诺派已被压制到乌克兰人民共和国的最后一个据点乌曼。为了照顾他们的伤员，马赫诺派与乌克兰督政府结成了临时联盟，然后转身领导对南俄罗斯国武装部队总司令部的袭击。:181佩列戈诺夫卡战役后，形势对白军不利，马赫诺派将他们推回卡特雷诺斯拉夫，后者于1919年11月11日重新由马赫诺运动控制。:181-182

### 顶峰（1919年10月-1920年1月）
马赫诺派的推进带来了第二个重建时期，在此期间，自由意志社会主义制度再次在马赫诺运动全境实施，所有企业都直接移交给工人控制。:182无论起义分子占领哪里，都会邀请当地人选举自己的工会代表和苏维埃，然后他们将召集一次地区大会，组成该地区的决策机构。:153
随后，10月27日至11月2日在奥列克桑德里夫斯克举行了地区工人会议，汇集了180名农民代表、20名工人代表和100名左翼政治组织和起义部队的代表。:153-154大会主席沃林提议，他们采纳无政府主义的论点，在整个马赫诺运动的领土上建立政党控制之外的“自由苏维埃”。孟什维克和社会革命党的11名代表反对这一提议，他们仍然希望重建立宪会议，并退出了大会。:154布尔什维克的一名代表提出了进一步的反对意见，他拒绝无政府状态的呼吁。:155
到1919年12月，马赫诺运动地区爆发了流行性斑疹伤寒，使马赫诺运动的部队丧失了战斗能力，使白军得以短暂夺回卡特雷诺斯拉夫，红军也入侵该地区。:183

### 红色恐怖（1920年1月-10月）

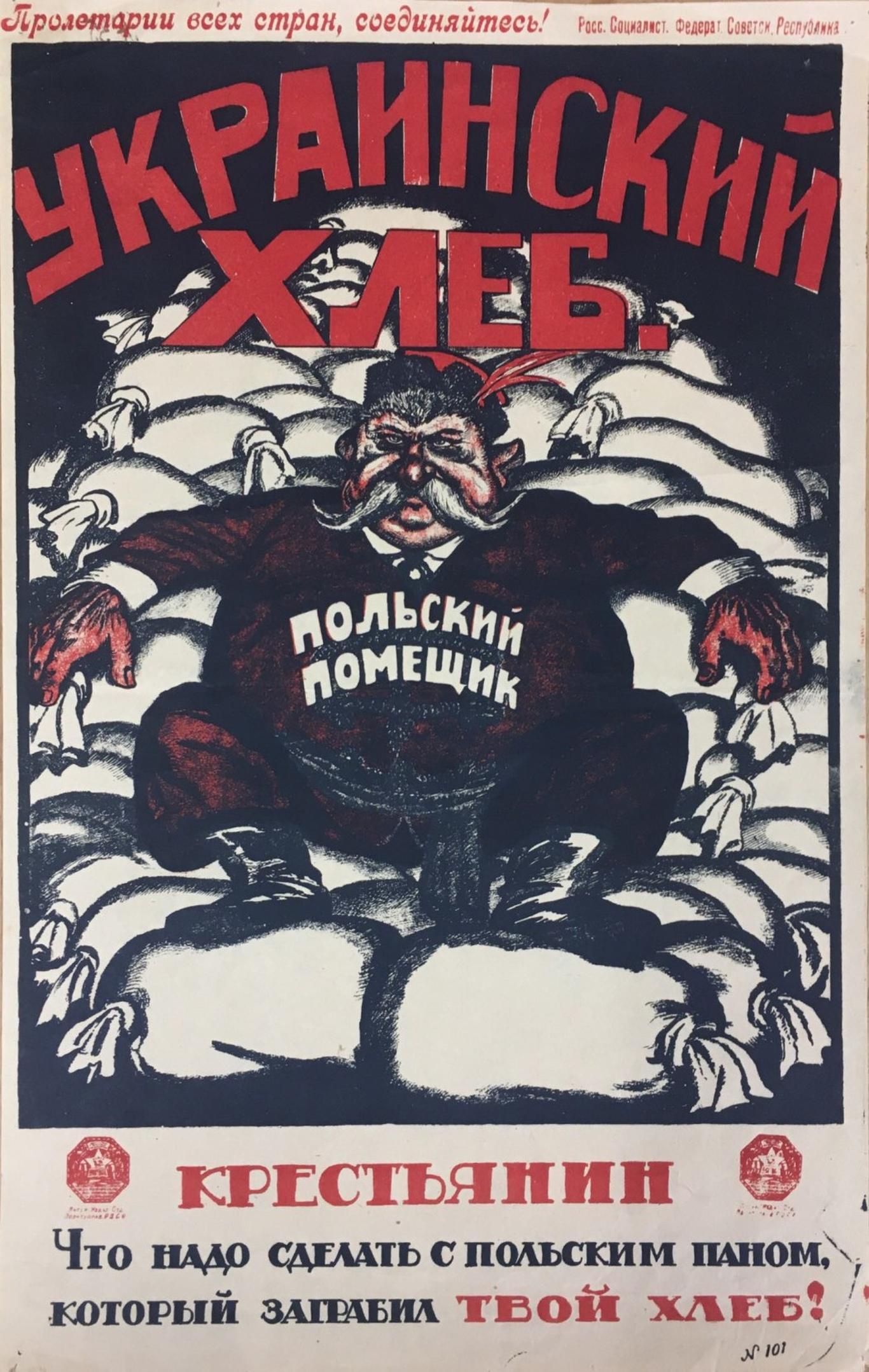
布尔什维克发布的去富农化的宣传海报，上面有一个波兰什拉赫塔的形象

到1920年1月底，马赫诺运动的领土已被红军占领。:184契卡开始解除当地民众的武装，将村民扣为人质，而他们的部队则开始搜查房屋，如果发现任何未报告的武器，就会杀死人质。:168-169彼得·格里戈连科后来表示，“流血事件没有尽头”，并提请注意马赫诺运动城镇新斯帕索夫卡发生的一起大屠杀的报道，契卡“每两名健全男子中中枪杀一人”。亚历山大·斯基尔达称之为“彻底的种族灭绝”，估计有20万乌克兰农民在红色恐怖期间被杀害。:169
布尔什维克政府在乌克兰实施了战时共产主义，引入了严格的配给制和余量征集制，没收了农民的农产品和牲畜，甚至禁止他们捕鱼、狩猎或收集木材。:173根据去富农化政策，对乌克兰农民的袭击是正当的，尽管当时只有0.5%的农民拥有10公顷以上的土地。:173-1741920年，国营农场也崩溃了，国有农场的数量减半，土地面积减少到三分之一。就连苏联历史学家米哈伊尔·库巴宁也指出，对大多数乌克兰农民来说：“苏维埃经济是一种新的、令人憎恶的统治形式[…]，实际上它只是让国家取代了前大地主。”因此，战时共产主义的实施导致了农民起义的重新抬头。1920年秋天之前，有1000多名布尔什维克供粮者被乌克兰农民杀死。:174
马赫诺派自己开始对布尔什维克发动游击战，对红军小分队和基础设施发动了一系列袭击。在他们占领的地区，他们废除了战时共产主义，并将征用的粮食重新分配给农民，迫使该地区的许多布尔什维克回到地下。:184

### 旧比尔斯克和平（1920年10月-11月）

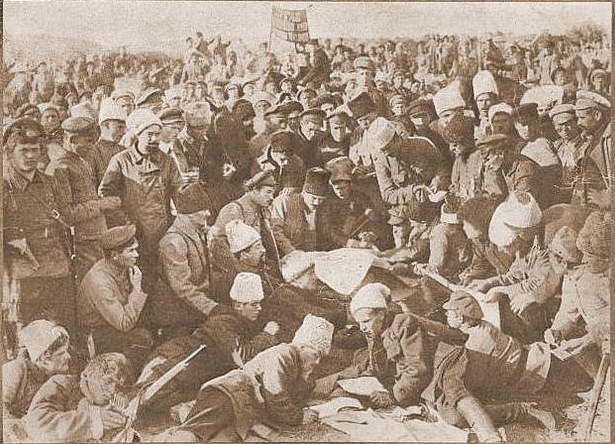
马赫诺运动部队阅读旧比尔斯克和平协议的内容

在白军成功进攻北陶里达后，马赫诺运动和布尔什维克再次结盟。:184两党之间的政治协议的条件规定：释放所有无政府主义政治犯，停止对无政府主义运动的政治镇压；无政府主义者将获得一系列公民自由，包括言论自由、新闻自由和结社自由，但不包括任何反苏煽动；无政府主义者将被允许自由参加苏维埃选举和即将举行的第五届全乌克兰苏维埃代表大会。:111
政治协议的第四条将给予马赫诺运动地区完全自治权，允许他们根据与乌克兰苏维埃社会主义共和国的联邦协议，在乌克兰东南部建立工人自我管理和自治机构。:111但布尔什维克代表团对这一条款提出了异议，:111他们担心这会限制他们进入乌克兰铁路网，并将马赫诺运动地区变成“吸引布尔什维克控制领土上所有持不同政见者和难民的磁石”。:66这个问题被无限期推迟。:111
但现在乌克兰无政府主义者再次可以自由行动，他们迅速将俄罗斯军（弗兰格尔部队）赶出胡利亚伊波莱，马赫诺运动地区控制权再次重建。:66-67马赫诺派再次控制了自己的家园，制定了一项计划，按照无政府主义路线重组经济和社会。:232-233到11月中旬，自由苏维埃正在重组，自由意志主义学校已经建立，每天都有戏剧表演。:233根据波兰无政府主义者卡西米尔·特斯拉尔的说法，战争的伤痕在整个地区都很深。他报告说，他看到了废弃的战壕、被拆除的房屋和大量的起义分子分遣队，并详细说明，就连当地的孩子也在根据最近的事件玩战争游戏。:233-234

### 最终失败（1920年12月-1921年8月）
在谢苗·卡列特尼克分遣队协助围攻皮里柯普地峡后，迫使弗兰格尔军从克里米亚撤离，布尔什维克于1920年11月26日转而反对马赫诺运动。:67-71许多著名的乌克兰无政府主义者被捕并被枪杀，而马赫诺派首都胡利亚伊波莱本身也被红军占领。:71-72契卡还加强了乌克兰的红色恐怖，命令南方阵线搜查并解除农民的武装，并射杀任何反抗者。他们还清除了该地区的任何疑似马赫诺派，逮捕了波洛希区的整个革命委员会，并处决了一些据称在1918年乌克兰独立战争期间与马赫诺派勾结的成员。:187布尔什维克成立了贫农委员会，取代了被清算的自由苏维埃，接管了乌克兰村庄的地方行政管理。:72
为了保护马赫诺运动免受报复，起义军撤退到右岸乌克兰，然后向北移动，经过波尔塔瓦、切尔尼戈夫和别尔哥罗德，最后于1921年2月返回卡捷琳诺斯拉夫。他们再次在自己的地盘上，旨在将马赫诺运动扩展到新的领土，并在乌克兰全境建立可靠的起义基地。:187-188然而，布尔什维克政府实施新经济政策导致许多乌克兰农民失去了战斗意志，导致一系列军事失败和起义力量的减少。1921年8月28日，内斯托尔·马赫诺的部队流亡到罗马尼亚，使该国完全处于乌克兰苏维埃社会主义共和国的控制之下。:188

## 政治
马赫诺运动建立的政治制度被不同地描述为“人民公社”或“无政府主义共和国”，:92这种制度基于无政府共产主义理论，建立在工会、工厂委员会、农民委员会和民众集会的网络之上。集会被当地公民用作公民投票的一种形式，通过直接民主做出决定，并成为民法的基础。:153-154马赫诺运动地区的绝大多数决定都是通过村庄和地区一级的地方自治制度独立做出的。“自由苏维埃”网络充当了参与式民主的机构，直接讨论和处理问题。:333

### 地方自治
自由苏维埃被认为是马赫诺运动的基本组织形式。这些苏维埃独立于任何中央权力机构行事，排除所有政党的参与，并通过参与式民主来管理工人和农民的活动。:107苏维埃作为地方自治机关，在地区和国家层面联合起来，形成了相对横向的苏维埃组织。然而，战争的条件意味着苏维埃模式只能在“相对和平和领土稳定的时期”大规模实施，因为民众主要关心的是确保食物安全或免受军队的袭击。:107-108

### 地区大会和行政机构

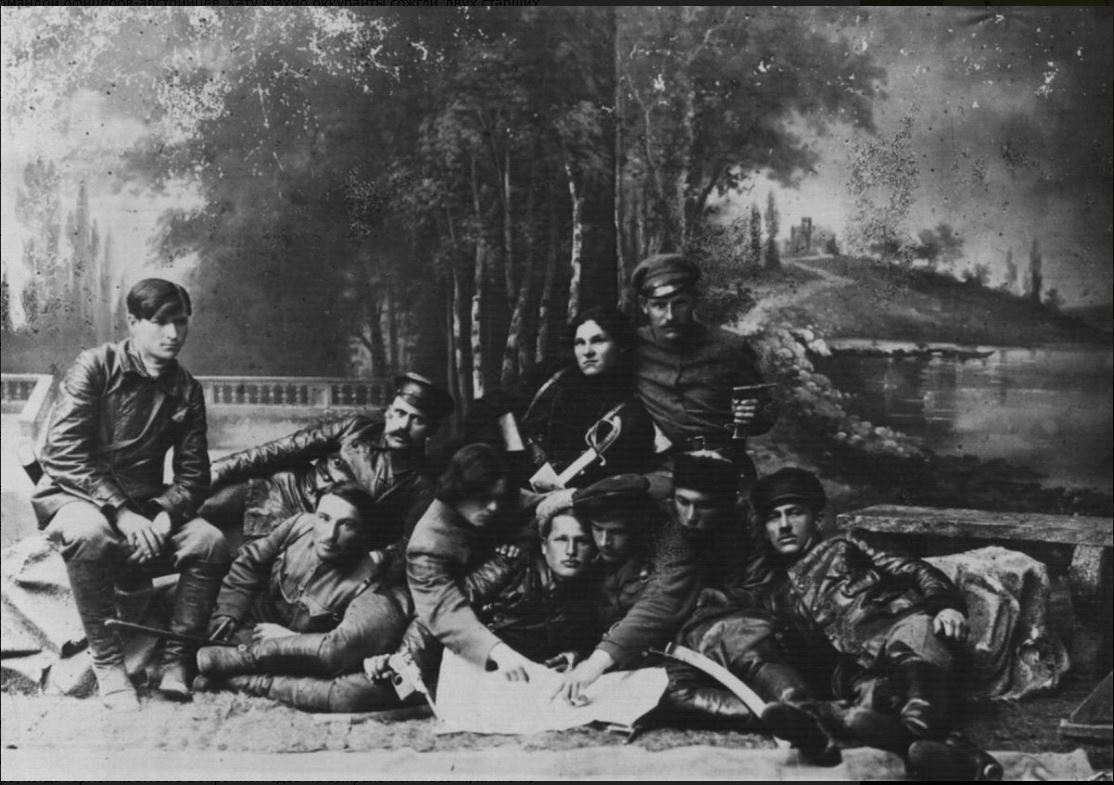
内斯托尔·马赫诺和他的副官们

农民、工人和起义者地区代表大会代表了马赫诺运动政治制度中的“最高形式的民主权威”。:40他们召集了该地区农民、产业工人和起义士兵代表，讨论手头的问题，并将他们的决定带回当地的人民集会。:401919年举行了四次代表大会，其中一次被布尔什维克禁止，另一次因与红军再次发生冲突而无法召开。:108
军事革命委员会在地区大会休会期间担任行政机构。:27其权力涵盖该地区的军事和民事事务，但也可根据地区议会的意愿立即罢免，其活动仅限于大会本身明确规定的活动。:93-94在每次地区大会上，军事革命委员会都要提供其活动的详细报告，并进行重组。:112当涉及到地方苏维埃和集会的决定时，军事革命委员会表现为一个纯粹的咨询委员会，对地方自治机构没有权力。:333

### 军事力量
由内斯托尔·马赫诺将军指挥的乌克兰革命起义军是马赫诺运动的主要武装力量。RIAU主要由农民游击队组成，通常得到广大农民的支持，能够占领乌克兰南部的大片领土。:169在这一领域，RIAU的宣言草案表示其目的是“服务和保护”乌克兰的社会革命，但不会将自己的理想强加给乌克兰人民。:371名义上由平民的军事革命委员会监督，:27RIAU发挥纯粹的军事作用，马赫诺本人也只不过是一名军事战略家和顾问。:34根据苏联历史学家米哈伊尔·库巴宁（Mikhail Kubanin）的说法，“无论是军队总指挥还是马赫诺本人，都没有真正领导这场运动；他们只是反映了作为意识形态和技术代理人的群众愿望。”:314

### 公民自由
公民自由在二月革命后首次引入乌克兰南部和东部，但随着乌克兰独立战争的爆发而暂停，当时该地区先后落入乌克兰国、乌克兰苏维埃社会主义共和国和南俄罗斯的控制之下。随着1919年10月白军的失败以及随后马赫诺运动在整个地区的扩张，言论自由、新闻自由和结社自由都重新得到了恢复。:159
新闻自由的实施导致该领土出现了一些报纸，包括几个政治组织的机关刊物。其中包括社会革命党的《人民力量》（Narodovlastie）、左翼社会革命党的《起义旗帜》（Znamya Vostanya）、布尔什维克的《星》（Zvezda）、孟什维克的《工人报》（Rabochaia Gazeta）、乌克兰无政府主义联合会的《Nabat》和起义军自己的《自由之路》。:159

## 经济
在马赫诺运动控制的领土上，实行了市场社会主义制度，特别有利于生产消费品的农民和工人，同时通过收入和财富的再分配引入了社会福利。:182

### 农业公社
在俄国革命的第一年，充满活力的乌克兰农民开展了一场针对波姆什奇克人和富农的征用运动，将土地重新分配给耕种者，并建立了农业社会主义经济。:117-119科尔尼洛夫事件发生后，胡利亚伊波莱的革命防御委员会批准了当地资产阶级的解除武装和剥夺，使该地区的所有私营企业都处于工人的控制之下。:37农民控制了他们工作的农场，大片土地被集体化，创建了由以前没有土地的农民家庭和个人定居的农业公社，每个公社约有200名成员。:120-121
土地是共同的，共享的饭菜也在公共厨房里吃，尽管希望单独做饭或从厨房拿食物在自己的住处吃亦可。这项工作是集体自我管理的，工作计划是通过大会的共识决策自愿商定的，无法工作的人可以通知邻居，以便找到替代者。:37-38许多公社成员认为公社生活是“社会正义的最高形式”，一些前土地所有者甚至自愿采用新的生活方式。:38
维克托·安德烈耶维奇·克拉夫琴科的父亲是一个名为“托钦”的公社的发起人之一，该公社由200公顷的小麦田和果园组成，共有100个家庭。该庄园由当地苏维埃分割和供应，许多前产业工人因“人人享有福祉”的承诺而涌向新公社，而其他人则因自己的意识形态承诺而被迫进入公社生活。一些农民甚至嘲笑加入公社的城市共产主义者，尽管克拉夫琴科坚称“这种嘲笑是没有恶意的”，因为农民仍然承诺帮助不熟练的产业工人。:38-39然而，这个公社最终解散了，“公社工人纷纷离开”。:39

### 产业
虽然马赫诺运动是一个以农业为主的社会，但也有人努力在马赫诺派短暂占领的城市组织工业经济，尽管起义者（主要是农民）普遍缺乏对大规模工业的理解。:122-123占领城市后，马赫诺派组织了工人会议，目的是在工人自治制度下重新开始生产。当城市工人要求支付他们在白军占领结束后仍拖欠的工资时，马赫诺派的回应是提议他们直接从客户那里提取工资，从而免除了起义军的类似付款。:123
在卡捷琳诺斯拉夫，当地的无政府工团主义运动接管了该市的工业经济，使其处于社会所有制之下。一家烟草厂赢得了集体谈判，该市的面包店被置于工人的控制之下，一些无政府工团主义面包师制定了确保当地人口粮食安全的计划。:124
许多产业工人最终对马赫诺运动感到失望，转而支持孟什维克的纲领。:182在一次工农起义军地区代表大会上，孟什维克工会代表因公开反对自由苏维埃的马赫诺派纲领而被谴责为“反革命分子”，随后退出了大会。:109

### 货币
马赫诺运动在货币问题上遇到了困难，因为其以农民为主的基础很容易通过自给自足的农业失去资金，而城市工人仍然需要自己购买食物。当以物易物不可能达成时，马赫诺运动在很大程度上继续使用货币，但计划在俄国内战后建立一个无货币体系。:112
早期，以物易物是一种流行的交换方式，胡利亚伊波莱苏维埃甚至与莫斯科等工业中心的纺织厂建立了联系。苏维埃采购了满载布料的货车，并提供粮食，兑换的数量由双方的需求决定。:119-120然而，这种易物经济受到布尔什维克和左翼社会革命党人控制的新成立的人民委员会的阻挠，委员会要求结束独立的易物经济，并要求将其置于政府的控制之下。:39
尽管马赫诺运动的无政府主义者更喜欢易物经济，但他们认识到工薪阶层仍然需要金钱，允许使用任何货币，包括帝国卢布、苏联卢布和乌克兰库邦。:158-159有一种说法甚至表明，马赫诺派印制了自己的货币（马赫诺派卢布），反面写着“没有人会因伪造货币而被起诉”。:101
地方代表大会对当地资产阶级和银行征税，从资产阶级那里夺取了大约4000万卢布，从银行那里夺取了1亿卢布。:157随后实施了广泛的财富再分配运动，穷人能够向军事革命委员会申请物质援助。卡捷琳诺斯拉夫的一位居民报告说，每天都有数千人排队领取再分配方案，根据对他们需求的评估，他们将获得不同数额的再分配资金，申请人将获得高达数千卢布的奖励。:113据报道，再分配措施一直持续到马赫诺运动控制的最后几天，估计仅向卡捷琳诺斯拉夫的人口就分配了300万至1000万卢布。:113
马赫诺派对货币经济学的不熟悉导致了高通胀率，而不断变化的战争形势导致了货币价值的剧烈波动，随着红军挺进乌克兰，苏联卢布的价值不断上升。:112-113他们也没有实施价格管制，这使得面包价格在马赫诺运动控制期间上涨了25%。:113

## 人口
马赫诺运动领土主要分布在普里亚佐维亚和扎波罗热地区。:147在其鼎盛时期，马赫诺运动地区人口约为750万人，分布在75,000平方公里的领土上。该领土最大程度上覆盖了五个省，包括整个卡捷琳诺斯拉夫省，以及塔夫利省北部、赫尔松省东部、波尔塔瓦省和哈尔科夫省南部。:2

### 民族构成

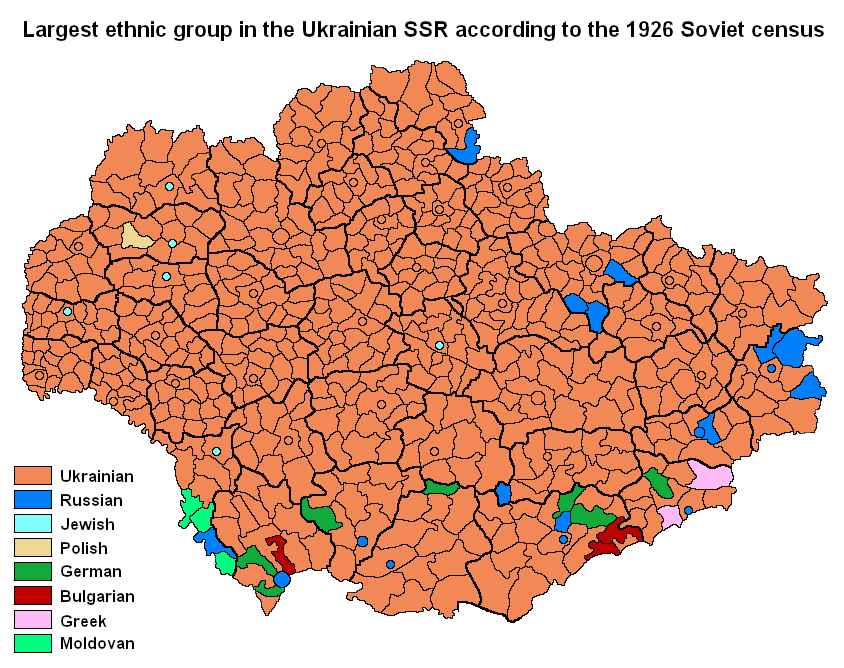
1926年的乌克兰各区市的第一民族

第一次世界大战结束后，现存的帝国和多民族国家崩溃，导致民族国家作为主导政体的崛起。:147虽然前俄罗斯帝国的一些少数民族开始分裂并形成自己的独立国家，如乌克兰人民共和国，但马赫诺运动领土明显是多元文化的，并抵制了乌克兰民族主义的浪潮。:149-150据彼得·阿尔希诺夫（Peter Arshinov）称，虽然马赫诺运动90%的人口由乌克兰人组成，但6-8%的人口由俄罗斯人组成，其余的人口由希腊和犹太社区组成。还存在少数亚美尼亚人、保加利亚人、格鲁吉亚人、德国人和塞尔维亚人。:338
因此，马赫诺运动试图“解构整个以国家为基础的民族范式，并在无政府主义原则的基础上自下而上建立地方社会经济关系”。:147-1481919年2月，第二届工农起义者地区代表大会通过了一项谴责民族主义的决议，呼吁“各地各族工农”联合起来进行社会革命，推翻国家和资本主义。:367-3681919年10月，军事革命委员会通过的宣言草案希望通过引入自由苏维埃来结束“一个民族对其他民族的统治”。:371-372虽然它宣称“乌克兰人民（和其他所有民族）有自决权”，但它也认为民族主义是“深刻的资产阶级和消极的”，并呼吁在社会主义下的“民族联盟”，它认为这将“导致每个民族特有文化的发展”。:377-378
马赫诺派特别抨击反犹主义，他们认为这是沙皇专制的“遗赠”，:367军事革命委员会甚至宣布“向反犹主义宣战”。:340与右岸乌克兰相比，马赫诺运动境内的反犹主义暴力事件明显少得多，:169任何反犹主义事件都会受到马赫诺派的严厉惩罚。:216在马赫诺派地区发生了一起有记录的反犹主义大屠杀事件后，承担责任的起义者被行刑队处决，武器被重新分配给当地犹太社区以自我保护。:170许多马赫诺运动最有影响力的人物有犹太背景，包括纳巴特的一些主要成员：阿隆·巴隆、马克·姆拉奇尼和沃林。:215-216
与马赫诺派对反犹主义的敌意相反，由于乌克兰本土农民和德国门诺派殖民者之间长期存在的深刻怨恨:29-30，反德情绪在马赫诺派的队伍中得到了扩散:142。在季布里夫卡战役和奥匈帝国军队和当地德国合作者摧毁大米哈伊利夫卡之后，起义军对乌克兰南部的门诺派殖民者进行了报复。:32-33当德裔自卫队与白军结盟时，反门诺派的镇压加剧，导致起义者对门诺派定居点进行了多次袭击。:60-64在佩雷戈诺夫卡战役之后，针对门诺派的暴力达到了顶峰，当时起义者迅速占领了乌克兰南部和东部的大部分地区，占领了许多门诺派殖民地。:69在整个1919年末，数百名门诺派教徒在起义军犯下的一系列大屠杀中被谋杀，其中最臭名昭著的是艾兴菲尔德大屠杀。:29

### 语言

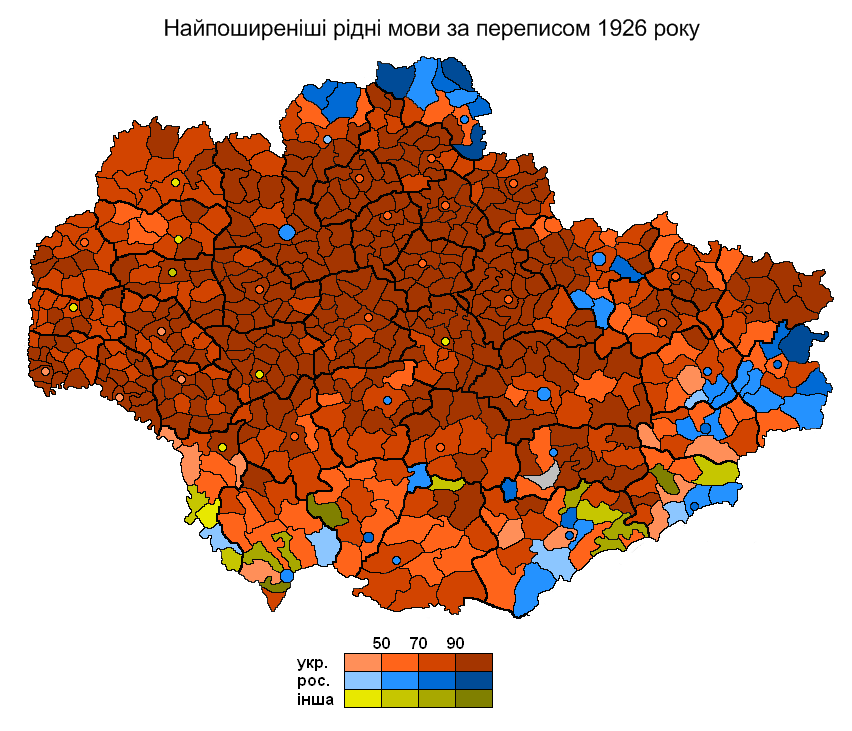
根据1926年苏联人口普查，乌克兰苏维埃社会主义共和国地区母语使用统计

在独立战争期间占领乌克兰的各个政权的不同语言政策导致了整个扎波罗热地区语言使用发生变化。乌克兰国优先使用乌克兰语，强制在教育中使用乌克兰语:47，1919年6月志愿军占领该地区后，弗拉基米尔·马伊·马耶夫斯基禁止在整个南俄罗斯的学校使用乌克兰语并强制使用俄语。:147为了应对历届政府实施的语言限制，在马赫诺派在佩雷戈诺夫卡战役中战胜白军之后，马赫诺运动的“文化启蒙部门”宣布，人们将接受当地居民使用的任何语言的教育，由人民自己自愿决定。:288-289在马赫诺运动的大多数村庄和城镇，这意味着恢复使用乌克兰语:143，结束俄语的特权地位。:178
然而，俄语在左岸乌克兰相当流行。:151自1905年革命以来，乌克兰无政府主义运动的出版物基本上都是俄语的，:280-281随着俄罗斯无政府主义者移民到马赫诺运动领土，俄语在无政府主义文学中的主导地位仍在继续。:288-289但是，在由哈莉娜·库兹缅科领导的少数乌克兰知识分子的推动下，马赫诺运动越来越多地在宣传和教育活动中使用乌克兰语，导致马赫诺派运动明显乌克兰化。:289-2901919年末，马赫诺派开始在卡捷琳诺斯拉夫出版乌克兰语版的《通往自由之路》（乌克兰语：ШляхдоВоля），并在波尔塔瓦创办了一本名为《无政府主义反抗》的新出版物。但这将被证明是马赫诺运动乌克兰语出版物的局限点，因为它们缺乏能够使用书面乌克兰语的编辑和校对人员，有时甚至无法使用印有乌克兰字母的印刷机。:87-88

### 文化和教育

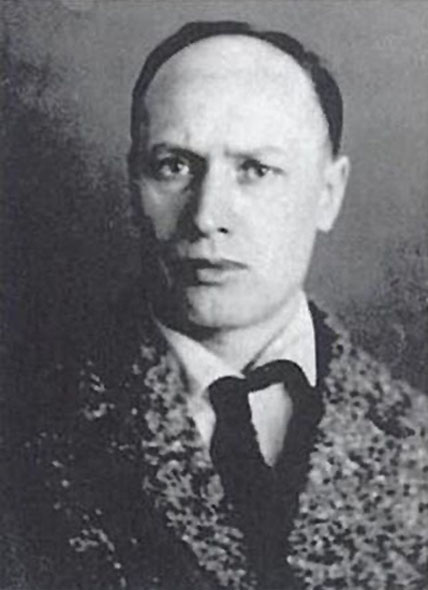
彼得·阿尔西诺夫，马赫诺运动文化部门主席，兼《通往自由之路》编辑

在1917年革命期间，胡利亚伊波莱的无政府主义团体成员首次提出建立新的教育体系，:17-18其灵感来自加泰罗尼亚教育家费朗西斯科·费雷尔的工作。:215一名小组成员阿布拉姆·布达诺夫主动为新生的马赫诺运动建立了一个文化教育部门。该部门出版小册子并举行会议，但组织建立教育机构、戏剧制作和现场音乐表演。:175随着战争的爆发，文化教育部门被置于军事革命委员会的监督之下。:70-711919年初，一些俄罗斯无政府主义知识分子移民到乌克兰南部，他们也开始为文化教育部门工作。:166彼得·阿尔西诺夫（Peter Arshinov）在狱中曾教授过内斯托尔·马赫诺，他成为该部门的主席，并编辑了起义报纸《通往自由之路》。:2151919年夏天，他加入纳巴特，:175另外还有沃林和阿隆·巴隆。:215曾在乌克兰苏维埃共和国教育部短暂工作过的沃林:199监督了《宣言草案》的起草，该草案宣布文化和教育机构不需要受国家控制，而是建议将其建立为自愿协会。:378

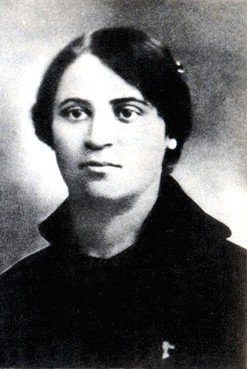
哈莉娜·库兹缅科，教师协会主席和马赫诺运动教育委员会领导者，内斯托尔·马赫诺的妻子

马赫诺运动的教育体系由乌克兰教育家、前小学教师哈莉娜·库兹缅科领导。:102早在二月革命时期，教师就已经开始在胡利亚伊波莱建立学校，:178尽管战争条件恶劣，到1919年已经建立了三所中学。:102起义军内部的教育工作者:69也开展了成人教育，重点是政治煽动:52。但到1920年10月与布尔什维克签订停战协议时，该地区的大部分教师已经逃离，很少有学校仍然开放。在费雷尔运动意识形态的推动下，马赫诺运动计划在当地社区的支持下开设新的工人学校，教育儿童和成人。:178-179纳巴特成员莱万多夫斯基提议在哈尔科夫建立一所无政府主义大学，这将花费胡利亚伊波莱苏维埃约1000万卢布。:179但内斯托尔·马赫诺本人拒绝了这一想法，因为他认为农村地区最需要教育机构，并认为在哈尔科夫这样的大城市建立这样一所大学本能地表明了中央集权。:331-332
与此同时，文化部门与起义军一起旅行，使用移动印刷机出版传单和《自由起义者之声》。当起义军暂停时，文化部门提供娱乐并组织会议，他们在会上倡导自由苏维埃。:181-182作为他们文化活动的一部分，马赫诺派的男女每天都会上演业余戏剧表演，在表演中他们将该地区的近代历史和起义军的故事戏剧化。:215戏剧部门本身有许多专门从事不同类型制作的单元组，无论是音乐剧、戏剧、歌剧还是讽刺剧。:102文化教育部门经常利用娱乐活动为受伤的起义者筹集资金，在乌克兰南部的一些城镇举办戏剧和荷兰式拍卖。:178音乐在马赫诺运动中也发挥了重要作用，合奏团经常伴随着会议，口琴成为起义者手中流行的乐器。:102马赫诺派音乐家演奏了许多原创歌曲，包括他们自己的流行民歌《小苹果》，这首歌描绘了起义军战胜安东·邓尼金的白军部队。:178
在佩列科普被围困和布尔什维克再次袭击马赫诺运动之后，马赫诺派文化和教育计划的遗迹最终被摧毁。:179
布尔什维克对教育的改革包括取消中等教育的最后一年，并要求所有教师都要参加选举。所有学校都设立了政治委员和布尔什维克小组，以罢免与党的路线相矛盾的教师。:85

### 人口分布
虽然马赫诺运动的领土主要是在农村，但它也包括一些城市，起义军在佩雷戈诺夫卡战役后占领了几个城市，其中最大的是卡捷琳诺斯拉夫（现在乌克兰第四大城市第聂伯罗）。:137它首都是内斯托尔·马克诺相对较小的家乡胡利亚伊波莱，布尔什维克称之为“马赫诺格勒”:85。

## 扩展阅读
- 彼得·阿尔西诺夫 (1974) [1923]. History of the Makhnovist Movement. Detroit: Black & Red. OCLC 579425248.
- 阿尔普·阿尔提诺尔斯 (2023). "The Makhno Movement and Bolshevism". Capitalism Nature Socialism. 34 (1): 31–47. doi:10.1080/10455752.2023.2165778. ISSN 1045-5752. S2CID 256136403
- 内斯托尔·马赫诺 (2009). 亚历山大·斯基尔达 (编). Mémoires et écrits: 1917–1932 [Memoirs and Writings: 1917–1932] (法语). Paris: Ivrea. ISBN 978-2851842862. OCLC 690866794.
- 内斯托尔·马赫诺 (2007) [1928]. The Russian Revolution in Ukraine (March 1917 – April 1918). 马尔科姆·阿奇伯德翻译. Edmonton: Black Cat Press. ISBN 978-0973782714. OCLC 187835001.
- 内斯托尔·马赫诺 (1996). 亚历山大·斯基尔达 (编). The Struggle Against the State and Other Essays. 保罗·夏基翻译. Edinburgh: AK Press. ISBN 1873176783. OCLC 924883878.
- 彼得·马歇尔 (2008) [1992]. "Russia and Ukraine". Demanding the Impossible: A History of Anarchism. London: Harper Perennial. pp. 469–478. ISBN 978-0-00-686245-1. OCLC 218212571.
- 弗谢沃洛德·米哈伊维奇·埃兴鲍姆 (1955) [1947]. The Unknown Revolution. 霍利·坎廷翻译. New York: Libertarian Book Club. ISBN 0919618251. OCLC 792898216.